# Lancer du poids masculin aux Jeux olympiques d'été de 1956
Navigation
Helsinki 1952 Rome 1960
Le concours de lancer du poids masculin des Jeux olympiques de 1956 se déroulant à Melbourne a eu lieu le mardi 28 novembre 1956. Les 14 lanceurs originaires de 10 nations différentes (il y avait 3 Américains et 2 Soviétiques) passèrent tous le cap des qualifications dès le premier essai où il fallait lancer à plus de 15 m. Favori incontesté, Parry O'Brien détenteur du record du monde et du record olympique, s'impose avec 39 centimètres d'avance sur son dauphin et près d'un mètre sur le 3e.

## Records
| Record du monde     | 19,25 m | Parry O'Brien | États-Unis | 1er octobre 1956 | Santa Barbara |
| Record du olympique | 17,41 m | Parry O'Brien | États-Unis | 1952             | Helsinki      |

## Résultats
| Place | Athlète             | Pays                       | Hauteur |
| ----- | ------------------- | -------------------------- | ------- |
| 1er   | Parry O'Brien       | États-Unis                 | 18,57 m |
| 2e    | Bill Nieder         | États-Unis                 | 18,18 m |
| 3e    | Jiří Skobla         | Tchécoslovaquie            | 17,65 m |
| 4e    | Kenneth Bantum      | États-Unis                 | 17,48 m |
| 5e    | Boris Belyaev       | Union soviétique           | 16,96 m |
| 6e    | Erik Uddebom        | Suède                      | 16,65 m |
| 7e    | Karl-Heinz Wegmann  | Équipe unifiée d'Allemagne | 16,63 m |
| 8e    | Georgios Tsakanikas | Grèce                      | 16,56 m |
| 9e    | Barry Donath        | Australie                  | 16,52 m |
| 10e   | Silvano Meconi      | Italie                     | 16,28 m |
| 11e   | Robert Hanlin       | Australie                  | 16,52 m |
| 12e   | Barclay Palmer      | Grande-Bretagne            | 15,81 m |
| 13e   | Vladimir Loshchilov | Union soviétique           | 15,62 m |
| 14e   | Raymond Thomas      | France                     | 15,31 m |